# Silene laxipruinosa
Silene laxipruinosa är en nejlikväxtart som beskrevs av M. Mayol, J.A. Rosselló. Silene laxipruinosa ingår i släktet glimmar, och familjen nejlikväxter. Inga underarter finns listade i Catalogue of Life.